# Ravnica ćupova
Ravnica ćupova (lao: ທົ່ງ ໄຫ ຫິນ, Thong Hay Hin, što znači „ravnica kamenih posuda”) je područje megalitskih ćupova u pokrajini Ksiang-houang, na istoimenoj visoravni u središnjem Laosu, u blizini glavnog grada pokrajine, Fonsavana. Ravnica je dobila ime po više od 2.100 megalitskih kamenih cevkastih ćupova iz železnog doba. Pored velikih isklesanih kamenih ćupova, tu se nalaze i kameni diskovi, sekundarni ukopi, nadgrobni spomenici, kamenolomi i pogrebni predmeti stari od 500. pr. Kr. do 500. (a po nekima i do 800. god.). Ćupovi i povezani elementi najistaknutiji su dokaz civilizacije željeznog doba koja ih je izrađivala i koristila sve dok nije nestala, oko 500. godine. Zbog toga je Ravnica ćupova upisana na UNESCO-v popis mjesta svetske baštine u Aziji 2019. godine.
Smešteni su na padinama brda i podnožjima koje okružuju središnju visoravan. Ćupovi su veliki, dobro izrađeni za što je bila potrebna razvijena tehnološka veština, kako za proizvodnju tako i za njihovo premeštanje s lokacija kamenoloma do pogrebnih mesta. Ćupovi i pripadajući nalazi najistaknutiji su dokaz civilizacije železnog doba koja ih je izrađivala i koristila, a o kojima se malo zna. Nalaze se na istorijskom raskršću dva glavna kulturna sastava železnog doba jugoistočne Azije, sustav Mun-Mekong i sastav Crvena reka/Tonkinški zaliv. Budući da je to područje olakšavalo kretanje kroz regiju, omogućavajući trgovinu i kulturnu razmenuu, smatra se da je distribucija ćupova povezana s kopnenim putevima koji su ih povezivali.

## Istorija
Između 1964. i 1973. godine, tokom građanskog rata u Laosu, američka vojska je bombardovala ovu teritoriju, u okviru pomoći kraljevskoj vladi, koja se borila protiv komunističke gerilske organizacije Patet Lao. Tada je bačen veliki broj kasetnih bombi, a po nekim procenama čak 80 miliona bombi nije eksplodiralo, te su postale svojevrsne nagazne mine. Deo tih bombi završio je upravo na Ravnici ćupova, a danas, četrdesetak godina kasnije, vlada Laosa i Unesko vredno rade na uklanjanju bombi. Ipak, reč je o veoma sporom procesu, pa je deo ovog poznatog lokaliteta zatvoren iz bezbednosnih razloga.